# Dere posticata
Dere posticata là một loài bọ cánh cứng trong họ Cerambycidae.